# Perilestidae
Perilestidae — семейство стрекоз из подотряда равнокрылых. В него входят лишь около 19 видов. Все ныне существующие виды — обитатели Неотропики. Ранее в семейство также включали Nubiolestes из Африки. Известен также вымерший вид Palaeoperilestes electronicus, описанный из бирманского янтаря.

## Описание
Короткие крылья и очень длинное, тонкое, разноцветное тело.

## Систематика
- Perilestes Hagen in Selys, 1862
- Perissolestes Kennedy, 1941